# Lothar de Maizière
Lothar de Maizière (Nordhausen, 2 de març de 1940) fou un polític conservador alemany, militant de la Unió Demòcrata Cristiana i darrer cap de govern de la República Democràtica Alemanya (RDA).

## Biografia
De Maizière va néixer el 2 de març de 1940 a Nordhausen, ciutat alemanya de l'estat federat de Turíngia. Estudià viola a l'Acadèmia de Música "Hanns Eisler" a Berlín Est de 1959 a 1965. Acostumava a tocar a l'Orquestra Simfònica de Berlín abans que s'inicià en els seus estudis de Dret a distància a través de la Universitat Humboldt de Berlín de 1969 a 1975.
De jove es va afiliar a la Unió Demòcrata Cristiana de la República Democràtica d'Alemanya (RDA) i en 1989, després de la caiguda de l'històric capdavanter Gerald Götting, de Maizière va ser triat nou dirigent de la CDU. El març de 1990, en tant que membre de la Unió Demòcrata Cristiana de l'RDA, fou escollit representant de la Cambra del Poble (Volkskammer) i, alhora, President del Consell de Ministres de la RDA. Aleshores es convertí en el successor de Hans Modrow com a Primer Ministre de la República Democràtica d'Alemanya, càrrec que ocupà des del 12 d'abril fins al 2 d'octubre de 1990. El 3 d'octubre de 1990, l'Alemanya Oriental es reunificà amb la República Federal d'Alemanya (Alemanya Occidental), i de Maizière va ser nomenat Ministre per a Afers Especials en el govern de democristià de Helmut Kohl. Va ser acusat de ser col·laborador informal de l'Stasi com a agent "Czerni", i es va publicar que el seu arxiu personal en l'Stasi havia sigut destruït en desembre de 1989. A conseqüència de l'enorme pressió a la que es va veure sotmès, va dimitir de tots els seus càrrecs en novembre de 1991 i es retirà de la vida pública.
De Maizière pertany a una família noble que, així com els hugonots, havia fugit de França per demanar asil a Prússia a finals del segle xvii. És fill de l'advocat Clement de Maizière i nebot d'Ulrich de Maizière, Inspector General de les Forces Armades Alemanyes. El seu cosí Thomas de Maizière, ostentà un càrrec ministerial a l'estat federat de Saxònia i, el novembre de 2005 es convertí en Cap de la Cancelleria Federal (Chef des Bundeskanzleramtes und Minister für besondere Aufgaben).